# Daniel Bernard (football)
Pour les articles homonymes, voir Daniel Bernard et Bernard.
Daniel Bernard, né le 29 septembre 1949 dans le 15e arrondissement de Paris et mort le 9 avril 2020 à Brest, est un footballeur français. Durant sa carrière, il évolue au poste de gardien de but.

## Biographie

### Débuts à Rennes
Formé au Cavigal de Nice, dont l'école de gardiens est de renommée nationale, Daniel Bernard commence sa carrière professionnelle à Rennes en 1969. Il est d'abord la doublure de l'international Marcel Aubour et vit du banc la victoire du Stade rennais en Coupe de France 1971.
Un an plus tard, il s'installe dans la cage rennaise à la faveur du départ d'Aubour pour Reims et devient l'un des meilleurs gardiens de Division 1.
En mai 1975, il est même appelé en équipe de France pour un match éliminatoire de l'Euro 76 en Islande mais n'entre pas en jeu.

### PSG et Brest
À l'intersaison 1977, Bernard quitte Rennes pour le Paris Saint-Germain.
Il n'y reste qu'une saison car l'arrivée de l'international Dominique Baratelli menace de le renvoyer sur le banc. Bernard part alors pour Brest, en deuxième division. Il y restera six ans, participant à deux montées en Division 1 en 1979 et 1981 ainsi qu'une relégation en 1980.

### Fin de carrière à Monaco
Bernard prend une première fois sa retraite sportive à l'été 1984 mais se voit rappelé deux mois plus tard par l'AS Monaco dont les deux gardiens professionnels sont blessés à quelques jours du premier tour de la Coupe de l'UEFA face au CSKA Sofia. Bernard dispute ainsi les deux seuls matches européens de sa carrière mais ne peut éviter l'élimination (2-2, 1-2)[réf. nécessaire].
Il termine la saison 1984-85 comme troisième gardien de l'ASM puis raccroche définitivement les crampons et quitte le monde du football professionnel.
Il meurt le 9 avril 2020, à l'âge de 70 ans.